# All Nigeria People's Party
De All Nigeria People's Party (Nederlands: Al-Nigeriaanse Volkspartij) was een conservatieve politieke partij in Nigeria die werd opgericht in 1998 onder de naam All People's Party, een bundeling van verschillende politieke partijen. De huidige naam dateert van 2003. De aanhang van de partij was voornamelijk afkomstig uit het islamitische noorden van het land. De voorzitter en oprichter van de partij, Chief Edwin Ume-Ezeoke was echter een christen. De partijleiding bestond voornamelijk uit (oud-)militairen die in het verleden de militaire regimes van Nigeria ondersteunden. De partij wist met een populistisch programma gericht op het verbeteren van de situatie van de armen, een grote aanhang te verwerven onder de massa's.
Bij de verkiezingen voor het presidentschap van 1999 besloot de All People's Party de kandidatuur van Chief Olu Falae van de Alliance for Democracy (AD) te steunen.
Muhammadu Buhari was in 2003 kandidaat voor het presidentschap en werd bij de verkiezingen van dat jaar tweede met 32,19% van de stemmen. In 2007 eindigde Buhari bij de presidentsverkiezingen wederom als tweede met 18,66% van de stemmen. In 2011 was Ibrahim Shekarau presidentskandidaat en eindigde bij verkiezingen met 2,40% van de stemmen op een vierde plaats.
In 2013 fuseerden de All Nigeria People's Party, het Action Congress of Nigeria en het Congress for Progressive Change tot het All Progressives Congress (APC). Het APC is thans de grootste partij van het land.
Tussen 1998 en 2011 was de ANPP de voornaamste oppositiepartij in zowel het Huis van Afgevaardigden en de Senaat.

## Zetelverdeling
| Zetelverdeling Huis van Afgevaardigden | Zetelverdeling Huis van Afgevaardigden | Zetelverdeling Huis van Afgevaardigden | Zetelverdeling Huis van Afgevaardigden |
| jaar                                   | %                                      | zetels                                 | totaal                                 |
| -------------------------------------- | -------------------------------------- | -------------------------------------- | -------------------------------------- |
| 1999                                   | -                                      | 74                                     | 360                                    |
| 2003                                   | 27,44                                  | 96                                     | 360                                    |
| 2007                                   | -                                      | 62                                     | 360                                    |
| 2011                                   | 10,14                                  | 28                                     | 360                                    |
| Zetelverdeling Senaat                  |                                        |                                        |                                        |
| jaar                                   | %                                      | zetels                                 | totaal                                 |
| 1999                                   | -                                      | 29                                     | 109                                    |
| 2003                                   | 27,87                                  | 27                                     | 109                                    |
| 2007                                   | -                                      | 16                                     | 109                                    |
| 2011                                   | -                                      | 7                                      | 109                                    |